# Médée (film, 2021)
Pour les articles homonymes, voir Médée (homonymie).
Pour plus de détails, voir Fiche technique et Distribution.
Médée (en russe : Медея) est un film dramatique russe réalisé par Aleksandr Zeldovitch sorti en 2021.
Le film est sélectionné dans la compétition principale du Festival international du film de Locarno 2021, où il a remporté le prix du jury des jeunes avec le libellé suivant : « Pour une version moderne et spectaculaire de la tragédie d'Euripide qui n'en dénature pas la poétique. Pour la dimension esthétique de la mise en scène, la pureté et la précision de l'image, la beauté austère du décor, qui correspond à la grandeur tragique du texte original ». 

## Synopsis
L'intrigue du film est une interprétation moderne de la tragédie antique d'Euripide. L'héroïne du film tue son propre frère, comme Médée dans le mythe.
Ayant payé un prix impossible pour le bonheur, la femme se retrouve piégée sur une route à sens unique. Se sentant trahie, elle cherche à se venger.

## Fiche technique
- Titre original : Медея, Medea
- Titre français : Médée[2]
- Réalisateur : Aleksandr Zeldovitch
- Scénario : Aleksandr Zeldovitch
- Photographie : Aleksandr Ilkhovski
- Musique : Alexeï Rétinski
- Production : Anna Katchko, Tatiana Ostern, Aleksandr Zeldovitch
- Société de production : 11
- Pays de production :  Russie
- Langue de tournage : russe
- Format : Couleurs
- Durée : 139 minutes
- Genre : Drame
- Dates de sortie :
  - Suisse : 9 août 2021 (Festival du film de Locarno)
  - Russie : 18 novembre 2021

## Distribution
- Tinatin Dalakishvili : Médée / la fiancée d'Alekseï
- Ievgueni Tsyganov : Alekseï
- Alekseï Vertkov : le proxénète
- Chai Assido : Gros homme
- Timour Badalbeyli : l'ami
- Ouliana Guilmanova : la fille
- Evgeni Kharitonov : le frère
- Otam Kuchnir : le soldat
- Anton Rival : le Français
- Nour Adin Chehada : le terroriste
- Liza Sterkhova : la fiancée de l'ami
- Oded Ben Yedidia : l'horloger

## Production
Une grande partie du tournage a eu lieu en Israël, avec plusieurs scènes tournées à Moscou.
La musique du film du compositeur Alexeï Rétinski a été enregistrée par l'orchestre MusicAeterna (ru) de Teodor Currentzis.
Les costumes du film ont été réalisés par la maison de couture de Tatiana Parfionova (ru).